# Tempo de Matar
Tempo de Matar (em inglês:  A Time to Kill) é um filme norte-americano de 1996 do gênero drama, dirigido por Joel Schumacher.

## Sinopse
O filme conta a história do advogado Jake Tyler Brigance, que é contratado por Carl Lee, um pai que teve a sua filha estuprada aos dez anos de idade por dois homens brancos, bêbados e racistas na cidade de Canton, no Mississippi, no Sul dos Estados Unidos da América e como vingança, ao ver a inocência de sua filha estuprada de forma tão violenta, Lee dispara tiros com uma metralhadora na entrada do julgamento, matando dessa forma os dois agressores e deixando deficiente um policial que os acompanhava e ficara na linha de tiro. Com a ajuda da estudante de direito Ellen Roark, Jake Tyler e sua parceira precisam criar táticas de defesa para seu cliente, ao mesmo tempo que são agredidos e perseguidos por grupos racistas que planejam executá-los por estarem ajudando Carl Lee, grupo esse liderado por familiares dos dois estupradores assassinados.

## Elenco
- Matthew McConaughey ....  Jake Tyler Brigance
- Sandra Bullock ....  Ellen Roark
- Samuel L. Jackson ....  Carl Lee Hailey
- Kevin Spacey ....  D.A. Rufus Buckley
- Oliver Platt ....  Harry Rex Vonner
- Charles S. Dutton ....  xerife Ozzie Walls
- Brenda Fricker ....  Ethel Twitty
- Donald Sutherland ....  Lucien Wilbanks
- Kiefer Sutherland ....  Freddie Lee Cobb
- Patrick McGoohan ....  juiz Omar Noose
- Ashley Judd ....  Carla Brigance
- Tonea Stewart ....  Gwen Hailey
- Rae'Ven Larrymore Kelly ....  Tonya Hailey
- Darrin Mitchell ....  Skip Hailey
- LaConte McGrew ....  Slim Hailey

## Recepção
No site agregador de críticas Rotten Tomatoes, 67% das 51 avaliações dos críticos são positivas. O consenso diz que é "demasiado longo e superficial (...) no entanto sucede com a força de suas performances  habilmente artesanais e de alto nível." O Metacritic, que usa uma média ponderada, atribuiu ao filme uma pontuação de 54 em 100, baseado em 21 críticos, indicando críticas "mistas ou médias".

## Principais prêmios e indicações
Globo de Ouro 1997 (EUA)
- Indicado - Melhor ator coadjuvante (Samuel L. Jackson)[6]

MTV Movie Awards 1997 (EUA)
- Vencedor na categoria melhor revelação (Matthew McConaughey)[carece de fontes?]
- Indicado nas categorias de melhor atriz (Sandra Bullock)[carece de fontes?] e melhor vilão (Kiefer Sutherland)[carece de fontes?]

Framboesa de Ouro 1997 (EUA)
- Recebeu uma indicação na categoria pior roteiro de filme que arrecadou mais de cem milhões de dólares[carece de fontes?]